# Jih volá sever
Jih volá sever (italsky Sud chiama Nord, zkratka ScN) je italská regionální politická strana, aktivní na Sicílii. Jejím lídrem je bývalý starosta Messiny Cateno De Luca.
V parlamentních volbách v září 2022 získala strana v jednomandátových obvodech jednoho zástupce v Poslanecké sněmovně i v Senátu. V souběžné volbě guvernéra Sicílie se umístil De Luca na druhém místě s 25 % hlasů.

## Volební výsledky

### Poslanecká sněmovna
| Volby | Hlasy   | Hlasy | Mandáty | Mandáty | Pozice | Postavení |
| Volby | Abs.    | %     | Abs.    | ±       | Pozice | Postavení |
| ----- | ------- | ----- | ------- | ------- | ------ | --------- |
| 2022  | 212 954 | 0,8   | 1/400   | ▲1      | ▲13.   | Opozice   |

### Senát
| Volby | Hlasy   | Hlasy | Mandáty | Mandáty | Pozice |
| Volby | Abs.    | %     | Abs.    | ±       | Pozice |
| ----- | ------- | ----- | ------- | ------- | ------ |
| 2022  | 272 462 | 1,0   | 1/200   | ▲1      | ▲12.   |

### Sicilské regionální shromáždění
| Volby | Hlasy   | Hlasy | Mandáty | Mandáty | Pozice |
| Volby | Abs.    | %     | Abs.    | ±       | Pozice |
| ----- | ------- | ----- | ------- | ------- | ------ |
| 2022  | 255 453 | 13,6  | 8/70    | ▲8      | ▲4.    |